# 李祖伟
李祖伟（1962年—），重庆市人，汉族，中华人民共和国政治人物、第十二届全国人民代表大会重庆地区代表。
毕业于西南交通大学桥梁与隧道工程专业。加入中国共产党。2013年，担任全国人大代表。